# Xã Southwest Madison, Quận Perry, Pennsylvania
Xã Southwest Madison (tiếng Anh: Southwest Madison Township) là một xã thuộc quận Perry, tiểu bang Pennsylvania, Hoa Kỳ. Năm 2010, dân số của xã này là 999 người.